# José Luis Alonso de Santos
José Luis Alonso de Santos (Valladolid, 23 d'agost de 1942) és un dramaturg, director escènic, guionista espanyol.

## Biografia
Es va traslladar a Madrid en 1959, on es llicencia en Filosofia i Lletres per la Universitat Complutense i en la Facultat de Ciències de la Informació. Des de 1960 va començar a interessar-se pel món del teatre, rebent classes de William Layton al TEM. Va ser un dels fundadors del grup Tábano i col·laborà amb el Teatro Experimental Independiente. Paral·lelament, en 1971 va fundar el grup Teatro Libre, que va liderar fins a la seva dissolució deu anys després. La seva primera estrena com a autor es produeix en 1975 amb ¡Viva el Duque, nuestro dueño!
En 1988 fundà la productora teatral Pentación, amb Gerardo Malla i Rafael Álvarez "el brujo".
Ha escrit prop de cinquanta obres teatrals, estrenades amb èxit de crítica i públic, algunes portades al cinema com: Bajarse al moro, La estanquera de Vallecas i Salvajes, així com guions de cinema, sèries de televisió, narrativa infantil i novel·les. Les seves obres han estat editades tant a Espanya com a l'estranger i s'han publicat també edicions crítiques. Ha dirigit més de quaranta obres teatrals d'autors com Bertolt Brecht, Aristófanes, Synge, Calderón de la Barca, Pío Baroja, Valle Inclán, Plaute, Shakespeare, Carlos Arniches…, així com varis dels seus propis textos.
En l'àmbit teòric ha escrit assaigs com La escritura dramática (1998) i Manual de teoría y práctica teatral (2007), així com articles de recerca teatral.
Ha estat director de la Real Escuela Superior de Arte Dramático de Madrid. Va ser director de la Compañía Nacional de Teatro Clásico (2000-2004) i president de l'Academia de las Artes Escénicas de España (2014-2018).

## Premis
Ha estat guardonat, entre d'altres, amb els premis: Tirso de Molina (1984), Mayte (1985), Nacional de Teatro (1986), Rojas Zorrilla (1986), Medalla d'Or de Teatre de Valladolid (1993), Mostra d'Autors Contemporanis d'Alacant (2005), Max (2005), Castella i Lleó de les Lletres (2009) i Nacional de les Lletres Teresa d'Àvila (2010).

## Obres

### Peces de teatre estrenades
- ¡Viva el Duque, nuestro dueño! (1975).
- El combate de don Carnal y doña Cuaresma (1977).
- La verdadera y singular historia de la princesa y el dragón (1978).
- Del laberinto al 30 (1980).
- La estanquera de Vallecas (1981).
- El álbum familiar (1982).
- Golfus Emerita Augusta (1982).
- El Romano (1983).
- Besos para la Bella Durmiente (1984).
- Bajarse al moro (1985).
- La última pirueta (1986).
- Fuera de quicio (1987).
- Pares y Nines (1989).
- El combate de Don Carnal y Doña Cuaresma (1989).
- ¡Viva la ópera! (1989).
- Trampa para pájaros (1990).
- Cuadros de amor y humor al fresco (1990).
- Vis a vis en Hawai (1992).
- Nuestra cocina (1992).
- Dígaselo con Valium (1993).
- La sombra del Tenorio (1995).
- Hora de visita (1994).
- Yonquis y yanquis (1996).
- Salvajes (1997).
- El Buscón (1999).
- La comedia de Carla y Luisa (2003).
- Un hombre de suerte (2003).
- Yo, Claudio (2004).
- ¡Viva el teatro! (2006).
- La cena de los generales (2008).[3]
- En el oscuro corazón del bosque (2009).
- La llegada de los bárbaros (2010).[4]
- Diez euros la copa (2012).
- Los conserjes de San Felipe (2012).[5][6][7]
- ¡¡¡Es la guerraaa!!! (2013).
- En manos del enemigo (2013).
- La semana cultural (2016)

### Peces de teatre publicades
- ¡Viva el Duque, nuestro dueño! (1975)
- El combate de Don Carnal y Doña Cuaresma (1980).
- La verdadera y singular historia de la princesa y el dragón (1981).
- El álbum familiar (1982).
- La última pirueta (1987).
- La estanquera de Vallecas (1982).
- Del laberinto al 30 (1985).
- Bajarse al moro (1985).
- Fuera de quicio (1985).
- Pares y nines (1990).
- Trampa para pájaros (1991).
- Besos para la Bella Durmiente (1994).
- Vis a vis en Hawái (1994).
- La sombra del Tenorio (1995).
- Hora de visita (1996).
- Yonquis y yanquis (1997).
- Mis versiones de Plauto: Anfitrión, Casina i Miles gloriosus (2002).
- La comedia de Carla y Luisa (2003)
- Teatro breve (2005).
- Cuadros de amor y humor, al fresco (2006).
- En el oscuro corazón del bosque/Nuestra cocina (2015).
- Microteatro (2016).
- Me muero por ti
- Domingo mañana
- El demonio, el mundo y mi carne
- Los jamones de Stalin
- El vuelo de las palomas (Fundación Jorge Guillén). Obra finalista del Premi de la Crítica de Castella i Lleó en 2019.[8]

### Narrativa
- Paisaje desde mi bañera (1992).
- ¡Una de piratas! (2003). (Infantil).
- El niño bisiesto (2015). (Infantil).
- Los fantasmas y la luna (2016). (Infantil).

### Assaig
- Teatro español de los 80 (1985). Amb Fermín Cabal.
- La escritura dramática (1998).[9]
- Manual de Teoría y Práctica Teatral (2007).

### Guions per televisió
- Eva y Adán, agencia matrimonial (1990).